# AgustaWestland AW101
 Denne artikel omhandler overvejende eller alene danske forhold. Hjælp gerne med at gøre artiklen mere almen.
 Denne artikel omhandler AgustaWestland AW101/Merlin. Opslagsordet har også en anden betydning, se Merlin (flertydig).
AgustaWestland AW101 (tidl. EH101) med kaldenavnet Merlin er en helikopter af mellemstor type og bredt anvendelig. Den er udviklet i samarbejde mellem Agusta i Italien og Westland Helicopters i Storbritannien, senere sammenlagt til AgustaWestland. Udviklingsarbejdet blev startet i 1984 for at skabe en afløser for Sea King anti–ubådshelikopteren, hvorfor den er designet som en skibshelikopter, med en landmilitær transportudgave, men markedsføres også til civil anvendelse.
Helikopteren er i brug i det danske, norske, britiske, portugisiske og canadiske luftvåben samt i det britiske og italienske søværn. Den planlagdes at blive indført i det amerikanske US Marine Corps som transport for præsidenten omkring 2009 under betegnelsen VH-71 Kestrel; disse planer blev dog opgivet. Til gengæld har Japan bestilt et antal, der bygges i landet, og Indien har bestilt en eller flere til transport af meget vigtige personer.[kilde mangler] Desuden er der bestilt en eller flere AW101 til Algeriet.[kilde mangler]
Pr. juni 2007 besluttede producenten at ændre modelbetegnelsen fra EH101 til AW101 som følge af en generel opdatering af navnekonventionen efter de to firmaers sammenlægning i 2000. Det danske flyvevåben anvender dog fortsat betegnelsen "EH101 Merlin". Oprindelig var helikopteren navngivet EHI 01 – efter "European Helicopter Industries nummer 01" – men på et eller andet tidspunkt blev det til EH101 – idet "I" i Industries blev fejlskrevet som et "1-tal", og derved blev det.[kilde mangler]

## Danske forhold
I Danmark købte Flyvevåbnet i 2001 14 styk EH101 til levering fra 2006. Den første blev sat i drift under overværelse af Dronning Margrethe og Prins Henrik d. 24. april 2007. EH101 afløste dråbevis de aldrende S-61A redningshelikoptere, der blev leveret i 1965 – S-61 blev udfaset pr. 30. juni 2010.
EH101 i Danmark var mere på værksted end i luften. Årsagen var både tekniske problemer og stor mangel på flymekanikere efter flytningen fra Værløse til Karup. Forgængeren Sikorsky S-61 havde også store tekniske problemer i begyndelsen af sin tjeneste.
Grundet Storbritanniens akutte transporthelikoptermangel i Afghanistan, indgik den britiske og danske regering en aftale, der medførte at 'danske' Merlin i juni og juli 2007 blev ombygget til RAF's transporthelikopterstandard, og fik RAF-typebetegnelsen HC.3A. Denne har nyere rotorblade (type BERP IV mod de danske BERP III), som giver 600 kg mere løfteevne eller en øget rækkevidde på ca. 100–150 km. Samtidig indgik den britiske regering en kontrakt med AgustaWestland-fabrikken om at bygge erstatningshelikoptere til Danmark, således at  Flyvevåbnet senest i 2009 ville modtage seks nye Merlin EH101-helikoptere.
Fredag den 5. juni 2009 landede M-515 som den første af de seks nye helikoptere i Eskadrille 722. M-516 ankom d. 24. juli 2009. M-517 ankom 21. august 2009, M-518 ankom 8. oktober 2009, M-519 ankom 29. oktober 2009 og M-520 d. 20. januar 2010.
Den 11. oktober 2014 havererede en af de danske EH101-helikoptere under en træningsflyvning ved Mazar-e Sharif i Afghanistan.
Det var under landing hvor der skete ukontrollerede rystelser som følge af biomekanisk feedback. Helikopteren blev alvorligt beskadiget men kan genopbygges, hvilket i 2015 forventedes gjort i 2016.[kilde mangler]
12. december 2022 nødlandede en helikoptor nær øvelsesterrænnet ved Holstebro efter brand i en motor. Ingen kom til skade ved hændelse. Helikopteren er efterfølgende via landevejen blevet trukket hjem til værkstedet på flyvestation Karup.

## Tekniske data
- Maksimal startvægt: 15.600 kg (fra og med de danske)
- Maksimal kontinuerlig motoreffekt: 3 x 1.391 kW
- Motorer: 3 styk Rolls-Royce Turbomeca RTM322-turbiner med maksimal effekt på 1.567 kW i den danske udgave.
- Brændstof i 5 tanke: 5.211 liter
- Besætning: 3-7
- Passagerer: 25
- Største længde: 22,80 meter
- Største højde: 6,62 meter
- Rotordiameter: 18,60 meter
- Marchhastighed: 278 km/t (150 knob)
- Tophastighed: 306 km/t (165 knob)
- Rækkevidde: 1.390 km
- Ved at slukke en af motorerne kan rækkevidden strækkes til over 1.500 km
- Udholdenhed: 6 timer 5 minuter